# Ворона Дмитро Миколайович
Дмитро Миколайович Воро́на (нар. 24 липня 1980, Донецьк) — український проросійський політик, чиновник часів Віктора Януковича, заслужений юрист України, доктор юридичних наук, кандидат наук з державного управління, громадянин Росії.

## Освіта
У 2001 році закінчив Донецький національний університет імені Василя Стуса, за фахом — юрист.
У 2009 році отримав науковий ступінь кандидата наук з державного управління. Тема дисертації: Формування та реалізація державної інноваційної політики: галузевий аспект.
У 2014 році отримав науковий ступінь доктора юридичних наук. Тема дисертації: Адміністративно-правовий аспект реалізації міграційної політики України: теорія, практика і законодавство.

## Кар'єра

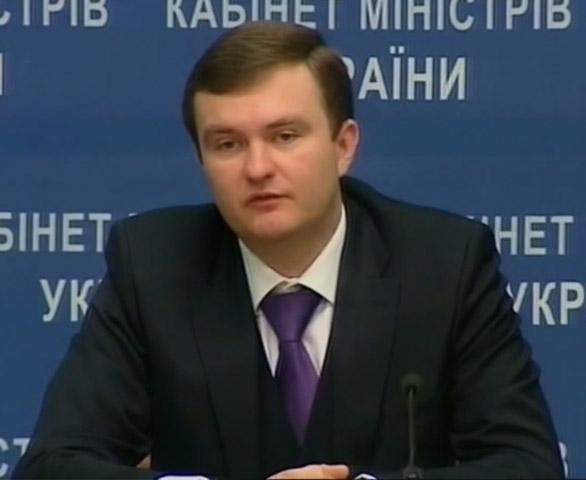
2014

Трудову діяльність розпочав у 1996 році юрисконсультом. Далі працював помічником голови Червоногвардійського районного суду м. Макіївки Управління юстиції Донецької області, адвокатом, керівником юридичних компаній, арбітражним керуючим.
У 2006 році був призначений заступником Міністра охорони навколишнього природного середовища України.
З березня 2010 року — Заступник Міністра внутрішніх справ України. За час роботи на посаді отримав відзнаки МВС «Вогнепальна зброя», «Законність, честь, професіоналізм» І та ІІ ст., «Почесний знак МВС України», «За відданість службі» І ст., «За професіоналізм в управлінні» І ст., «За розвиток інформаційних технологій» І ст., «Лицарю звитяги».
У грудні 2010 року призначений на посаду Голови Державної міграційної служби України.
У квітні 2011 року призначений заступником Міністра внутрішніх справ України — керівником апарату. У 2012 році отримав почесну відзнаку МВС «Лицар Закону».
У березні 2012 року був призначений Заступником Міністра юстиції України.
20 серпня 2012 року Дмитро Ворона очолив українську делегацію у GRECO (Group of States against corruption).
З 2013 по 2014 рік — Голова Державної реєстраційної служби України.
Неодноразово фігурував у корупційних скандалах.
З 2014 року займається адвокатською практикою та благодійністю, створив адвокатську компанію. У 2015 році заснував Благодійний фонд «Православний спадок України на Святій Горі Афон».

## Колабораційна діяльність, санкції та судовий вирок
У 2019 стало відомо, що Дмитро Ворона отримав російське громадянство. 15 жовтня 2020 року став главою корпорації розвитку так званої «Республіки Крим». У лютому 2022 року призначений радником так званого голови Криму Сергія Аксьонова.
З 20 грудня 2022 року Ворона Дмитро Миколайович Член Ради Федерації РФ як представник незаконно анексованої Запорізької області.
У травні 2023 СБУ повідомила ексочільнику Реєстраційної служби України Дмитру Вороні про підозру в пособництві державі-агресору.
Ворона також був радником Балицького. Саме він підготував звернення до очільника кремля, в якому пропонував нагородити російських військових та колаборантів, що брали учать у захопленні частини території на півдні України. Також він допомагав загарбникам створювати окупаційні органи рф, зокрема формувати «штат» однодумців. Згодом він став «сенатором рф від Запорізької області» та переїхав до москви.
25 лютого 2023 року доданий до санкційного списку Європейського союзу.
2 березня 2023 року персональні санкції на нього наклала Швейцарія, а 1 квітня — Україна.
21 березня 2024 року колишній очільник Державної реєстраційної служби України Дмитро Ворона отримав 12 років заочно за пособництво державі-агресору (ч. 1 ст. 111-2 КК України). Судом також конфісковано його майно і активи.

## Відзнаки
- Заслужений юрист України. (позбавлений)
- Нагороджений Почесною грамотою Кабінету Міністрів України та орденом «За заслуги» ІІІ ступеня.[15] (позбавлений)